# Cyprinodon veronicae
Cyprinodon veronicae is een straalvinnige vissensoort uit de familie van de eierleggende tandkarpers (Cyprinodontidae). De wetenschappelijke naam van de soort is voor het eerst geldig gepubliceerd in 1993 door Lozano-Vilano & Contreras-Balderas.